# ディララ・ロクマンヘキム
ディララ・ロクマンヘキム（Dilara Lokmanhekim 1994年4月18日- ）はトルコのアンタルヤ出身の柔道選手。階級は48kg級。身長165cm。

## 人物
柔道は11歳の時に始めた。2012年のヨーロッパジュニア48kg級で優勝すると、U23ヨーロッパ選手権でも優勝を飾った。2014年のヨーロッパジュニアでは2年ぶり2度目の優勝を果たすと、世界ジュニアでは決勝まで進むが、世界チャンピオンの近藤亜美に巴投で敗れた。2015年のグランプリ・ザグレブで優勝すると、世界ランキング上位選手で争われるワールドマスターズでは初戦で近藤を有効で破るなどして3位に入った。2016年のヨーロッパ選手権では3位になるも、リオデジャネイロオリンピックでは初戦でメキシコのエンダ・カリージョに釣腰で敗れた。

## 主な戦績
- 2012年 - ヨーロッパジュニア　優勝
- 2012年 - U23ヨーロッパ選手権　優勝
- 2014年 - グランプリ・トビリシ　3位
- 2014年 - グランドスラム・バクー　3位
- 2014年 - ヨーロッパジュニア　優勝
- 2014年 - 世界ジュニア　2位
- 2015年 - グランプリ・サムスン　3位
- 2015年 - グランプリ・ザグレブ　優勝
- 2015年 - ワールドマスターズ　3位
- 2015年 - ヨーロッパ学生選手権大会　優勝
- 2015年 - グランドスラム・アブダビ　3位
- 2015年 - グランプリ・チェジュ　3位
- 2016年 - グランプリ・サムスン　2位
- 2016年 - ヨーロッパ選手権　3位
- 2016年 - ワールドマスターズ　5位

(出典、JudoInside.com)。